# Арапов, Николай Устинович
Никола́й Усти́нович Ара́пов (1825—1884) — московский обер-полицмейстер (1866—1876), генерал-лейтенант (1876) из рода Араповых. Сын тамбовского губернского предводителя дворянства У. И. Арапова.

## Биография
Получив домашнее образование, Николай Арапов поступил на службу юнкером в один из драгунских полков, где в 1844 году произведён в офицеры. В 1860 году в чине полковника пожалован званием флигель-адъютанта. В 1865 году, с производством в генерал-майоры, зачислен в свиту Его Величества. Назначенный в следующем году московским полицмейстером, Арапов оставался в этой должности до 1876 года, когда, с производством в чин генерал-лейтенанта, был зачислен, по состоянию здоровья, в запасные войска. Скончался 1 (13) апреля 1884 года от абсцесса головного мозга во Флоренции, похоронен в Москве в Алексеевском женском монастыре.

## Семья

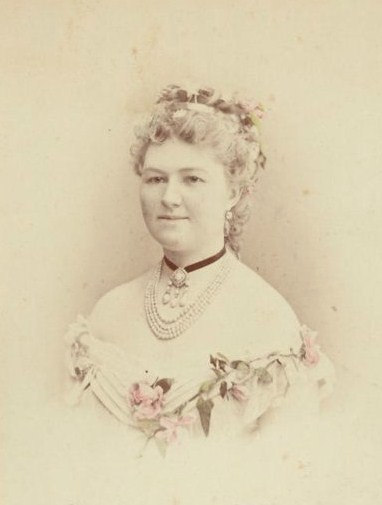
Вера Александровна

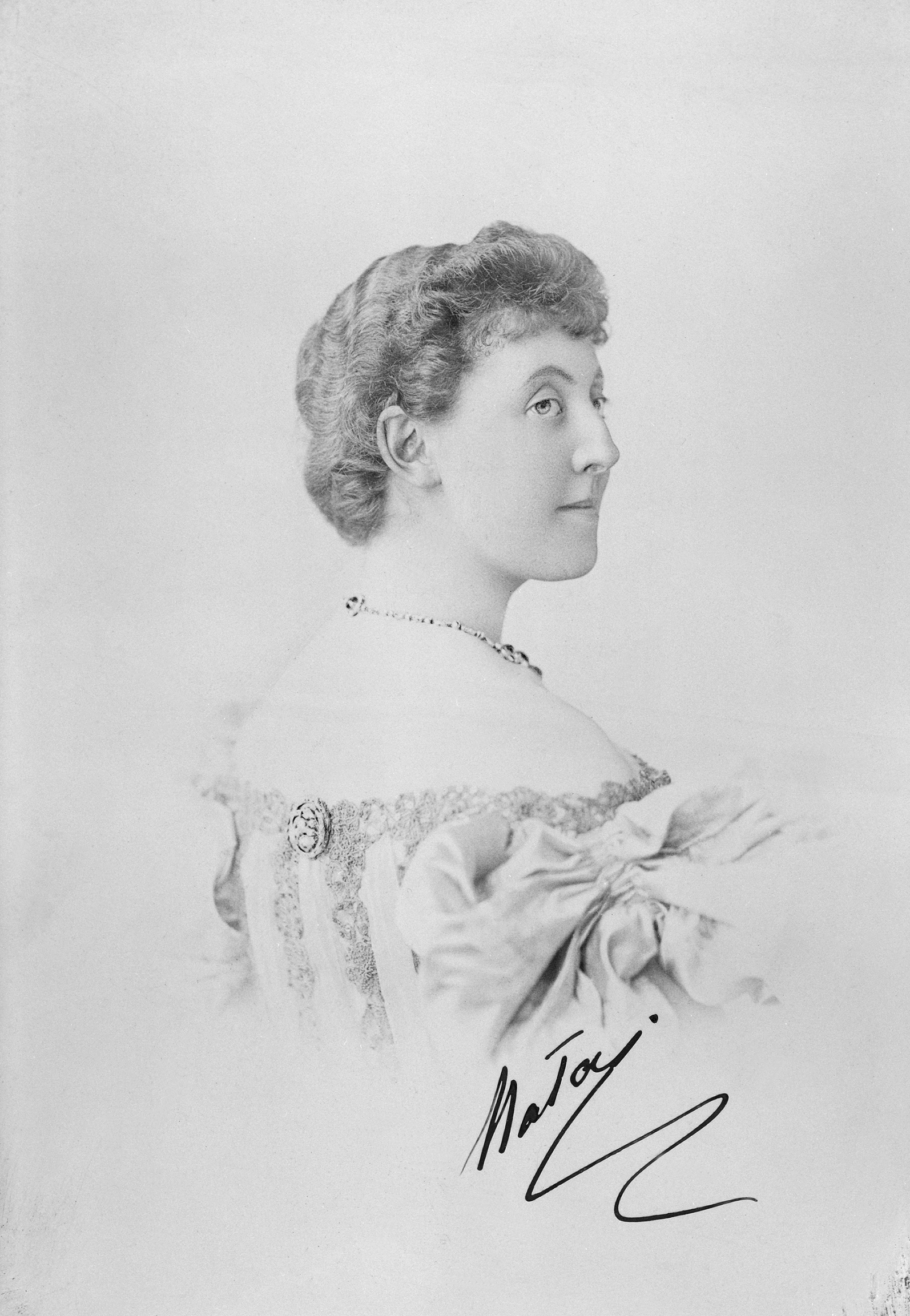
Анастасия Арапова

Первая жена — Ольга Андреевна Пятницкая (1839—1860), умерла при родах. Их сын:
- Александр (1860—05.01.1904), похоронен рядом с отцом в Алексеевском женском монастыре.

Вторая жена (с 16 февраля 1869 год) — Вера Александровна Казакова (1848—12.08.1890), дочь генерал-майора Александра Борисовича Казакова от его брака с Софьей Николаевной Демидовой. Казаков состоял секретарём у графини А. А. Орловой-Чесменской и после её смерти оказался очень богат. Венчание его дочери с Араповым было в Москве в домовой церкви генерал-губернатора князя В. В. Долгорукова. По словам современников, Вера Александровна вышла замуж не по любви за немолодого и неинтересного Арапова. Она имела чудный голос, но красавицей не была; «с очень широким лицом, напоминающим блин, с массой белокуро-рыжеватых волос, которые от природы вились». В своем доме на Тверском бульваре она устраивала музыкальные вечера, которые благодаря её знакомству с лучшими силами итальянской оперы превращались в дивные концерты.
Дети:
- Анастасия (1872—1936), жена финского военного и государственного деятеля Карла Маннергейма.
- Софья (1873—1952), жена графа Дмитрия Георгиевича Менгдена, сына генерал-лейтенанта Г. Ф. Менгдена.

Про годы вдовства Веры Александровны Араповой современница рассказывает следующее: «Она безумно влюбилась в красавца князя Б. В. Четвертинского, — внука известного московского барина Бориса Антоновича, — и вышла за него замуж, но недолго была счастлива. Он был молод и хорош, а она уже sur le retour. Обожаемый Боренька постоянно оставлял её одну, пользуясь её средствами, уезжал за границу, даже в Африку и в Индию на охоту за львами и тиграми. Она же одиноко жила в своём подобном замку особняке на Поварской или же в подмосковном имении Успенском. Её кончина была внезапной, и говорили, что она отравилась медовым ядом, когда открыла, что её муж был влюблен в её старшую дочь Арапову, а женился на ней из-за денег». Умерла от кровоизлияния мозга в Успенском, где и была похоронена.